# Goodbye My Joy
Goodbye My Joy – pierwszy singel zapowiadający drugi album studyjny szczecińskiej grupy Lebowski. Subtelny, nastrojowy utwór instrumentalny został wykonany przez zespół we współpracy z niemieckim trębaczem i jazzmanem Markusem Stockhausenem. Premiera singla odbyła się 5 września 2013 na antenie Polskiego Radia PiK w audycji "Rock Around".

## Lista utworów
1. "Goodbye My Joy" (Stockhausen version) 5:44
2. "Goodbye My Joy" (Lebowski version) 5:44
3. "Goodbye My Joy" (music video). Teledysk do utworu w wersji HD

## Wykonawcy
- Marcin Łuczaj - keyboard, syntezatory
- Marcin Grzegorczyk - gitary, produkcja muzyczna
- Marek Żak - gitara basowa
- Krzysztof Pakuła - perkusja
- Markus Stockhausen - skrzydłówka
- Dariusz Kabaciński - miks
- Tom Meyer /Master & Servant/ - mastering
- Wiktor Franko - zdjęcia

## Notowania
| Lista                  | Pozycja |
| ---------------------- | ------- |
| Rock Area Top 10       | 1       |
| Lista Przebojów Trójki | 34      |

## Teledysk
Plastyczny obraz pełen barw brązu i żółcieni, gry świateł i cieni, wyprodukowany przez Radka Ratomskiego, został opublikowany 9 września 2013 w serwisie YouTube. Ukazuje młodą kobietę (artystkę Alicję Pruchniewicz) malującą pejzaż, który w finale się urealnia.